# Суђења вештицама из Сејлема
Суђења вештицама из Сејлема је био низ суђења на којима је више десетина људи оптужено да су вештице и вешци. Процес је обухватао две врсте суђења; прво су саслушања вођена пред локалним органима власти, а онда пред окружним судовима. Суђења вештицама су се десила у окрузима Есекс, Сафок и Милдсекс колонијалног Масачусетсa, између фебруара 1692. и маја 1693.
Око 150 особа је утамичено током суђења након што су оптужени да практикују вештичарење. Још више људи је осумњичено, али их власти нису званично оптужили. 29. особа је осуђени или проглашено кривим за вештичарење, што је онда било преступ за смртну казну. 19 осба - 14 жена и петоро мушкараца - је обешено. Жил Кори, човек који је одбио да тражи помиловање, је био згњечен под тешким камењем када је покушано да се из њега извуче признање или молба за милост. Још петоро оптужених је умрло у затвору.
Иако је догађај познат под именом суђења вештицама из Сејлема, прва саслушања 1692. су одржана у разним градићима широм колоније: Сејлем Вилиџу, Ипсвичу, Андоверу и Сејлему. Најпознатије суђење је одржано у Сејлему. Свих 26 особа којима се судило су осуђени. Одржана су и четири заседање пред Врховним судом одржана 1693. у Сејлему, Ипсвичу, Бостону и Чарлстону. Суђено је 31 оптуженом лицу, али је само троје осуђено.
Многи писци су писали о суђењу вештицама из Сејлема. Један од њих је драма Артура Милера „Вештице из Салема“.